# Platycoelia penai
Platycoelia penai är en skalbaggsart som beskrevs av Frey 1967. Platycoelia penai ingår i släktet Platycoelia och familjen Rutelidae. Inga underarter finns listade i Catalogue of Life.